# هارييت راسيل موريسون
هارييت راسيل موريسون (بالإنجليزية: Harriet Russell Morison)‏ هي سفرجات نيوزيلندية، ولدت في 1862 في مهرفلت ‏ في المملكة المتحدة، وتوفيت في 19 أغسطس 1925 في New Lynn ‏ في نيوزيلندا.